# Dziwneono sagittata
Dziwneono sagittata är en insektsart som beskrevs av Irena Dworakowska 1993. Dziwneono sagittata ingår i släktet Dziwneono och familjen dvärgstritar. Inga underarter finns listade i Catalogue of Life.